# اوختا
شهر اوختا (به روسی: Ухта) در کشور روسیه و در جمهوری کومی واقع شده‌است.